# Дражен Кин
Дражен Кин (хрв. Dražen Kühn; Шпишић Буковица, 1965) је хрватски позоришни, телевизијски и филмски глумац.

## Филмографија

### Телевизијске улоге
| Год.  | Назив                   | Улога         |
| ----- | ----------------------- | ------------- |
| 1997. | Олујне тишине 1895-1995 | Лајош Моллнар |
| 2000. | Наши и ваши             | варалица      |
| 2003. | Ту                      | Конобар       |
| 2004. | Златни врч              | Фаба          |
| 2006. | Одмори се, заслужио си  | новинар       |
| 2007. | Казалиште у кући        | поштар        |
| 2007. | Битанге и принцезе      | параноик      |
| 2007. | Оперција Кајман         | Шеф           |
| 2008. | Мамутица                | Мирослав      |

### Филмске улоге
| Год.  | Назив                       | Улога                                                    |
| ----- | --------------------------- | -------------------------------------------------------- |
| 1993. | Спика на спику              | Фрањо Туђман Доборослав Парага Војислав Шешељ Шиме Ђодан |
| 1993. | Док нитко не гледа          |                                                          |
| 1995. | Пролази све                 |                                                          |
| 1997. | Пушка за успављивање        | Славек                                                   |
| 1998. | Кад мртви запјевају         | Цинцов зет                                               |
| 1999. | Богородица                  | Сабљаков помоћник                                        |
| 1999. | Маршал                      | Стипан                                                   |
| 2000. | Срце није у моди            | Патаки                                                   |
| 2001. | Анте се враћа кући          | Љубо                                                     |
| 2001. | Ајмо жуто                   | тренер                                                   |
| 2001. | Краљица ноћи                | тренер Ивеша                                             |
| 2002. | Не дао Бог већег зла        | Блаж                                                     |
| 2003. | Свједоци                    | Барбир                                                   |
| 2003. | Ту                          | конобар                                                  |
| 2003. | Инфекција                   | редитељ                                                  |
| 2003. | Доктор лудости              | Игор Куленко                                             |
| 2005. | Под ведрим небом            | Мартин                                                   |
| 2005. | Снивај, злато моје          | Возач трамваја                                           |
| 2005. | Што је мушкарац без бркова? | Илија                                                    |
| 2006. | Не питај како!              | Бецир                                                    |
| 2008. | Није крај                   | криминалац                                               |
| 2008. | Ничији син                  | Стипе                                                    |
| 2009. | Сторм                       | Горан Дурић                                              |

## Спошаљашње везе
- Дражен Кин на веб-сајту  (језик: енглески)
- Страница на Gavella.hr (језик: хрватски)